# Normaal morfisme
In de categorietheorie en haar toepassingen binnen de wiskunde is een normaal monomorfisme of normaal epimorfisme een zich bijzonder goedgedragend type morfisme. Een normale categorie is een categorie, waarin alle monomorfismen normaal zijn. Een categorie {\displaystyle C} moet nulmorfismen hebben, anders heeft normaliteit geen zin. We zeggen dat een monomorfisme normaal is als het de kern van enig morfisme is en dat een epimorfisme normaal is, of conormaal, indien het de cokern van enig morfisme is. {\displaystyle C} is zelf normaal als ieder monomorfisme normaal is en {\displaystyle C} is conormaal als ieder epimorfisme normaal is. Tot slotte is {\displaystyle C} binormaal als {\displaystyle C} zowel normaal als conormaal is. Sommige auteurs noemen een morfisme normaal om aan te geven dat {\displaystyle C} binormaal is.
- Dit artikel of een eerdere versie ervan is een (gedeeltelijke) vertaling van het artikel Normal morphism op de Engelstalige Wikipedia, dat onder de licentie Creative Commons Naamsvermelding/Gelijk delen valt. Zie de bewerkingsgeschiedenis aldaar.